# Société de patrimoine des infrastructures numériques
 (novembre 2023).
La Société de patrimoine des infrastructures numériques (SPIN Gabon) est une société d'État gabonaise créée en 2012. Dotée d'un conseil d'administration et d'une direction générale, elle a son siège à Libreville.

## Présentation

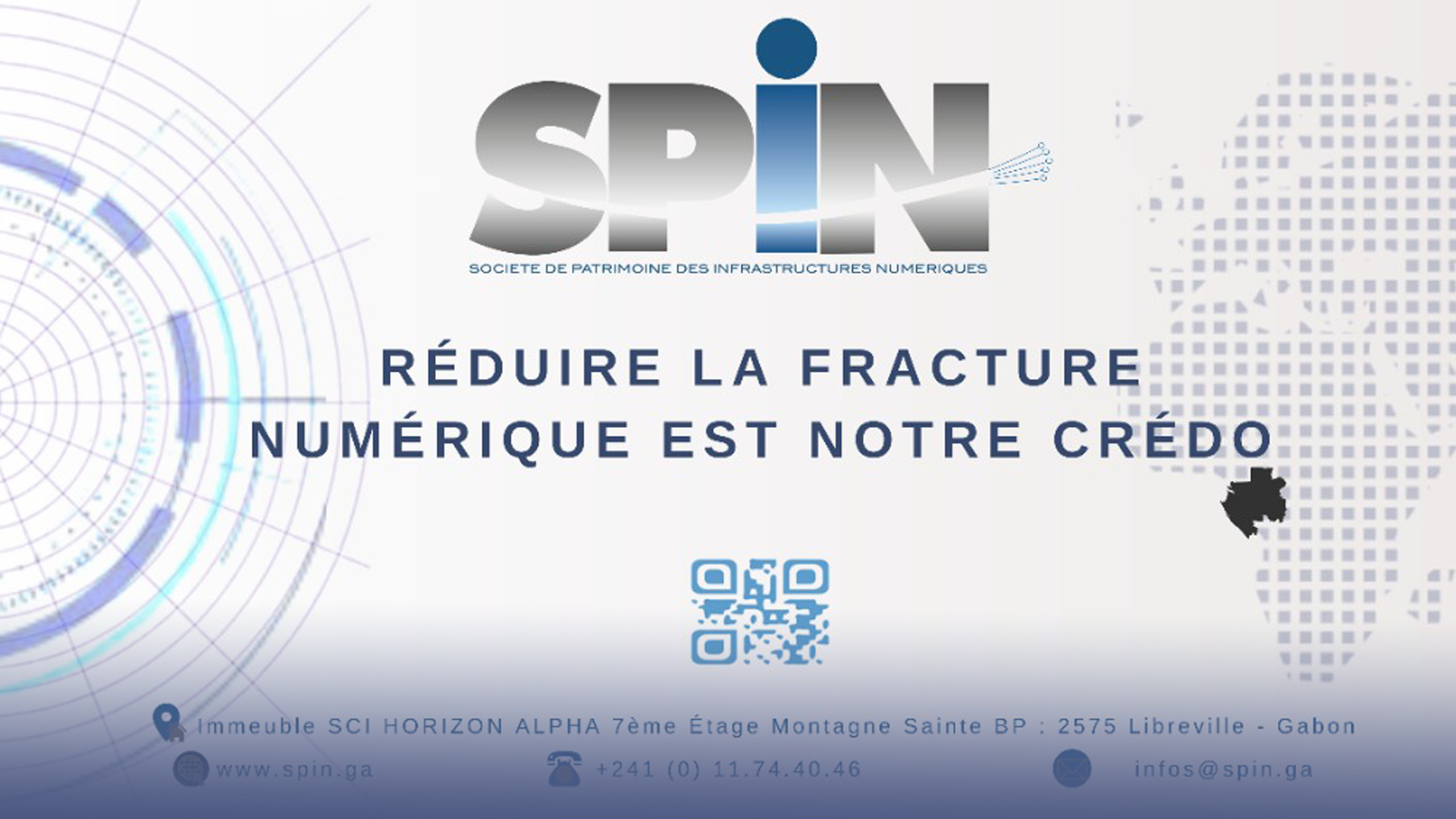
SPIN GABON.

La SPIN a pour mission de gérer les participations de l’État gabonais dans le secteur des télécommunications et de l’économie numérique, ainsi que d’entreprendre sur le territoire national ou à l’étranger, seule ou en association, toute activité liée au secteur des télécommunications et de l’économie numérique. Sa mission première  est de valoriser les infrastructures numériques qui transférées pour le compte de l'État gabonais des participations dans le secteur de l'Économie Numérique,.

## Missions
Les missions de la SPIN sont sous-tendues par des objectifs simples ci dessous :
- la réduction de la fracture numérique[6] ;
- la démocratisation de l'utilisation des TIC par les populations vivant au Gabon[7] ;
- la collaboration avec les autres acteurs clés du secteur[8] ;
- la création d’un écosystème local dynamique et attractif et être une référence africaine pour des acteurs de classe mondiale[9] ;
- participer au désenclavement numérique des zones rurales par l’accroissement de la couverture en infrastructures[9].

## Activités
La création de la filiale ACE -GABON - Première filiale du groupe SPIN, ACE GABON est détenteur des droits et obligations de l'État Gabonais dans le Consortium ACE.
La SPIN est chargé de la gestion du Backbone National Gabonais (BNG)CAB 4 : Le BNG est réseau de transport national fibre optique du Gabon (CAB4) qui résulte de la convention de transfert de prêt et d’actifs de l’Etat gabonais entre l’Agence nationale des infrastructures et des fréquences numériques (ANINF) et de la Société de patrimoine des infrastructures numériques (SPIN).
Dans ses missions, la SPIN collabore avec les principaux experts en télécommunication tel que AXIONE Gabon, à travers un accord de délégation de services publique dénommé : DSP AXIONE - L'exploitation des actifs fibre optique dans une délégation de services publique avec AXIONE Gabon.

## Impact
Les 1 752 km de fibre optique installés par l’État via l’ANINF, sur l’ensemble du territoire, ont eu un impact sur le nombre de localités ayant accès à internet haut débit. Cet indicateur sera encore sensiblement amélioré grâce à la mise en service des tronçons dits « Axe Nord » du Backbone national gabonais.
La construction des infrastructures de transport performants et le mode d’exploitation axé sur la mutualisation, la neutralité, l’accès libre et non discriminatoire ont également permis l’implantation de nouveaux acteurs sur le marché. C’est le cas, par exemple, du fournisseur d’accès internet (FAI) GVA, plus connu des populations sous le nom de Canal Box.
Sur le plan de la sécurisation de la connectivité internet du Gabon, les infrastructures construites par l’État gabonais et valorisées par la SPIN ont un effet important. La filiale ACE Gabon de la SPIN détient quant elle les droits et obligation pour le compte de l’État du Gabon, et constitue la seconde sortie fibre optique du pays vers l’international et donc le deuxième source de fourniture en communications internationales (y compris internet) après le câble sous-marin SAT-3 exploité par Gabon Télécom. En cas d’avaries sur l’un des câbles son trafic est automatiquement basculé sur l’autre sans que cela n’impacte les accès internet des populations.